# 1958 na política

## Eventos
- 19 de março - O Parlamento Europeu realiza a sua reunião constitutiva, em Estrasburgo, sendo Robert Schuman eleito seu presidente
- 27 de março - Nikita Khrushchov  se torna Primeiro-ministro da União Soviética.
- 2 de abril - Espanha e Marrocos assinam os acordos de Angra de Cintra, nos quais Espanha cede a Marrocos a região de Cabo Juby, que detinha formalmente desde 1912.
- 26 de novembro - Prisão de Delgado Azevedo Gomes, Vieira de Almeida, Jaime Cortesão e António Sérgio, quatro destacados organizadores da campanha eleitoral de Humberto Delgado.
- 28 de novembro - Chade, a República do Congo e o Gabão se tornam repúblicas autônomas da França.
- 1 de dezembro – República Centro-Africana se torna independente da França.

## Nascimentos
| Data          | Nome          | Profissão                                           | Nacionalidade | Observações | Ref |
| ------------- | ------------- | --------------------------------------------------- | ------------- | ----------- | --- |
| 15 de janeiro | Boris Tadić   | presidente da Sérvia                                | Sérvia        |             |     |
| 1 de maio     | Miguel Portas | jornalista e político                               | Portugal      | m. 2012     |     |
| 8 de julho    | Tsipora Livni | jurista, ministra das Relações Exteriores de Israel | Israel        |             |     |

## Mortes
| Data           | Nome              | Profissão                                    | Nacionalidade           | Observações | Ref |
| -------------- | ----------------- | -------------------------------------------- | ----------------------- | ----------- | --- |
| 16 de junho    | Nereu Ramos       | 23º presidente do Brasil                     | Brasil                  | n. 1888     |     |
| 20 de setembro | Hubert Lagardelle | pensador e político francês                  | França                  | n. 1874     |     |
| ??             | Kim Du-bong       | presidente da Coreia do Norte de 1948 a 1957 | Japão (Coreia do Norte) | n. 1886     |     |